# 大型筐体ゲーム
大型筐体ゲーム（おおがたきょうたいゲーム）は、アーケードゲームの種類の一つで、筐体の大きさに着目した分類である。

## 概要
一般的なアーケードゲームが小型で他のゲームへの転用が容易な汎用筐体に入れられる所を、これらに分類されるアーケードゲームは、そのゲーム専用の大型の筐体を用意し、プレイさせる形式となる。特に一般的アーケードゲームが筐体の前に置かれた椅子に座ってプレイする所を、これら大型筐体では座席部分が筐体そのものになっていたり、または立ったまま全身を使って操作したりする物も多い。
例えば、レースゲームならばレーシングカーのコックピットを模した筐体、フライトゲームならば飛行機のコックピットを模した筐体で、よりリアルな臨場感を味わうことができる。特に1980年代後半から1990年代に掛けて流行した「体感ゲーム」では、これら筐体をモーターや油圧装置の力を使って動作させたり、または入力機器がまたがって操作するタイプの物などがあった。今日でも一部バイクレースゲームに見られるが、当時の物では顔に当たる風までもを再現していた。プレイヤーはこの全身で感じるゲームにより、よりリアルな臨場感を体験した。
なお体感ゲームは大型で場所を取り、また消費電力も他のアーケードマシンの優に数倍という物もあり、都市部のプレイスポットのような限られた店舗にのみ設置されていた。
ただ体感ゲーム流行後期には、乗っている人が乗り物酔いを起すほどに動く物も見られた。Sega R-360はその典型とされる。これら過剰性能とも「やり過ぎ」ともいえる体感ゲームでは、プレイ中はロデオマシン挑戦者並に他のゲームセンター来客の注目を集めてしまう事もあり、インカム率の低迷もあって次第に姿を消していった。ただし、熱狂的ファンもおり、一部マニアではわざわざ設置店情報を得て、遠くの店まで出向く人も見られた。
なお、風営法の関係上から、規制対象外機器である大型筐体ゲーム、主にレースゲームの需要は、インカムに関わらず常に存在する。可動部分などを備えたものこそ少なくなったが、おおむね定期的に大型筐体ゲームはリリースされている。
1980年代前半から中盤にかけては大型の筐体の中にレーザーディスクを内蔵させたレーザーディスクゲームが出回ったが、制作・運営コストが高い事もあって、当時の主流ではなかった。
価格や設置場所、更には消費電力の問題からこれに分類される家庭用ゲームには存在しないか、または家庭向けのゲーム機に移植されても、簡易なインターフェース（ゲームパッドなど）にアレンジされたゲームとなっている。ゲームセンターに行かないと遊べないという意味で、アーケードゲームの特徴の一つとなっている。
近年では、各ゲームメーカーではゲーム内容だけではなく、意匠を凝らした筐体デザインでも、消費者の注意を引こうとするようになった傾向がある。ガンシューティングゲームのような大画面で遊んでこそ臨場感が増すタイプのゲームだけではなく、一般的なビデオゲームでもプロジェクションモニターによる大画面化により、大型筐体に納められて設置される例が見られる。ただし、他と互換性のない専用筐体ごとの購入を強いられることは、しばしばゲームセンター運営者にとって大きな負担となっている。

## 構造
これら大型筐体の多くは、その外装部分の大半を化粧板で加工された合板（木製）を用いており、プレイヤーの操作する入力装置や正面パネルのみ、合成樹脂製のパーツを使用している。これは専用筐体を汎用筐体と同じように強度や軽量化の図りやすいガラス繊維強化樹脂や耐衝撃樹脂・または金属パネルなどで作ると製造コストが高く付くためである。このため一般的な筐体よりも、同容積あたりの重量がやや重くなる傾向も見られる。当然筐体一台辺りの重量も大きい。なおこれら大型筐体では、プレイヤーに全身で力強く操作される事もあるため、要所要所には金属製のパーツが補強用に使用されている。
またこれら大型筐体の魅力の一つに挙げられる特徴的な入力装置は、破損などの際ゲームセンターにいる店員でも交換修理が出来るようASSYとなっており、内部でコネクター結合されているだけの構造であることが多い。サービスパネルを専用の鍵で開ければ、ねじ回しなどで簡単に脱着ができるようになっている。
それ以外のボタンやコイン投入口（コイン識別装置を含む）は汎用筐体と共通のパーツが用いられている。
専用筐体も、消費者の人気を博する様になると続編が製作される事もあり、これに対応してゲーム名を示す看板や化粧パネルは後から差し替えが利くようになっているものも多い。特に人気ゲームでは、頻繁にバージョンアップされ、その都度看板パネルが入れ替えられていく場合も見られる。
かつての体感ゲームでは、揺れ過ぎる事から乗り物酔いを起こす物すら見られた訳だが、これらでは特に安全性を重視し、プレイヤーがゲーム機筐体から投げ出さないよう、シートベルトが設置されていた。また筐体が大きく動作するこれら体感ゲームでは、不用意に誰かが接近した場合、周囲に組み込まれた安全センサーが働き、筐体動作が一時停止する機能も見られた。

## 主な大型筐体ゲーム

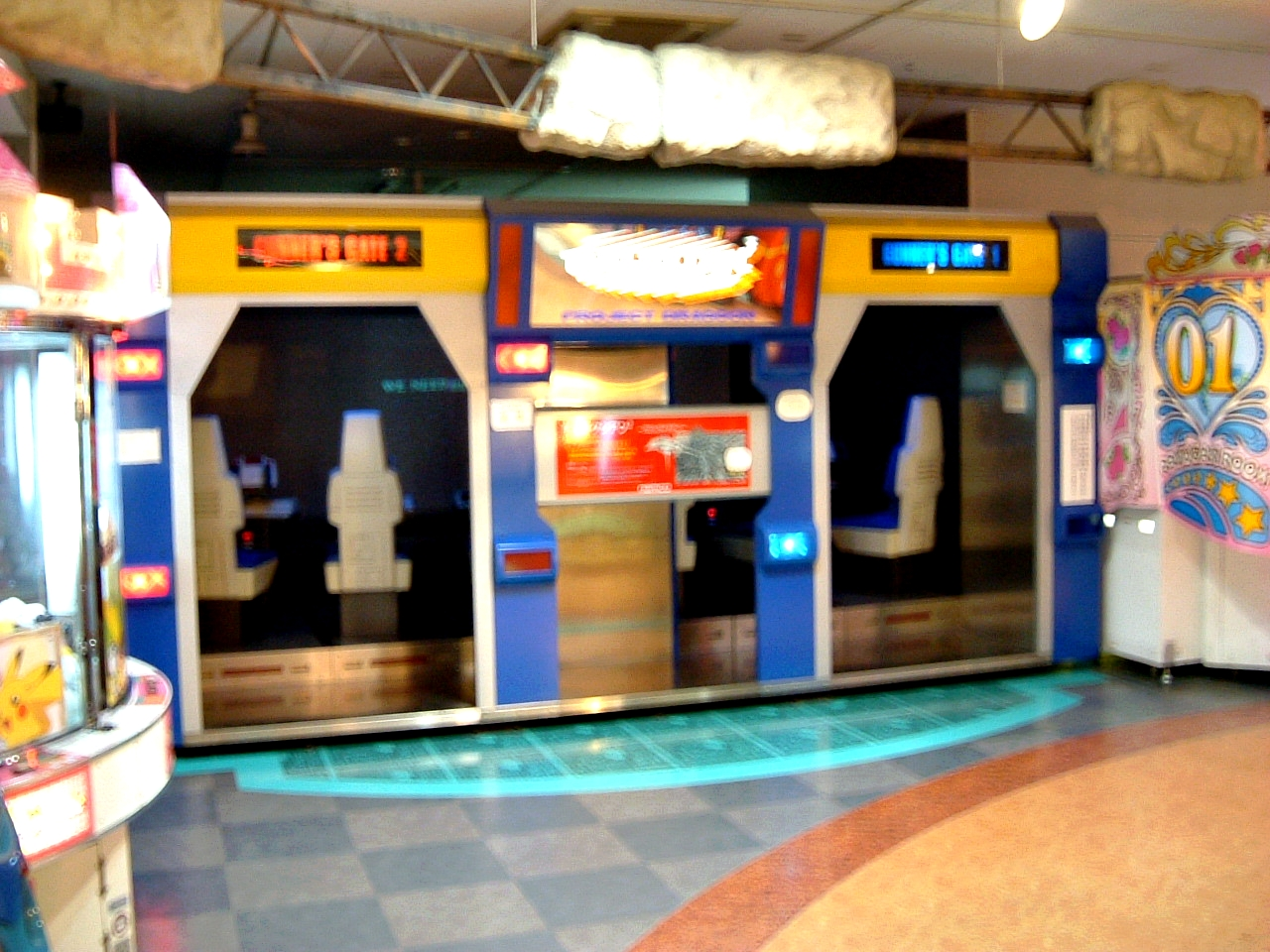
『ギャラクシアン^{3}』

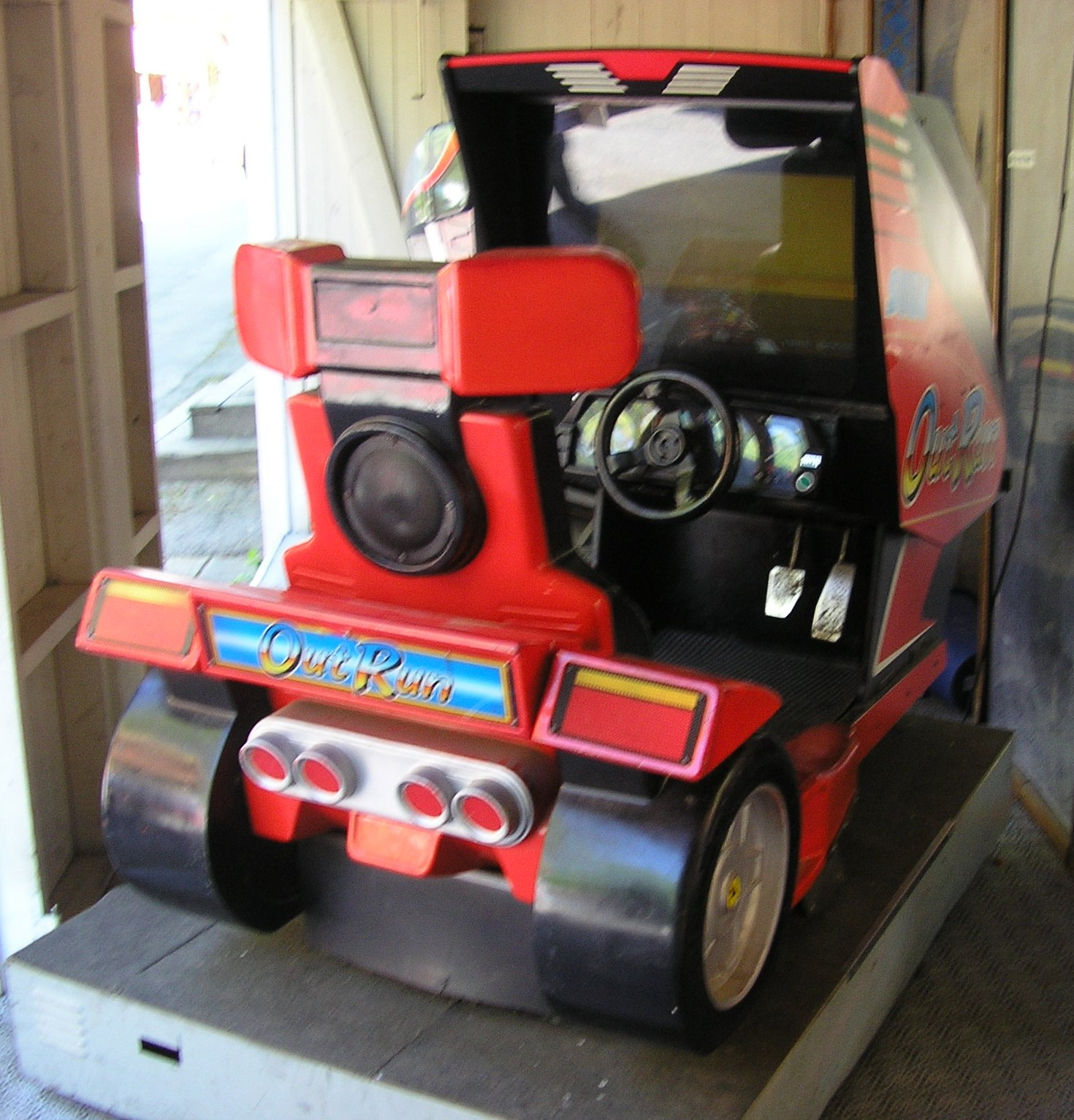
『アウトラン』固定筐体

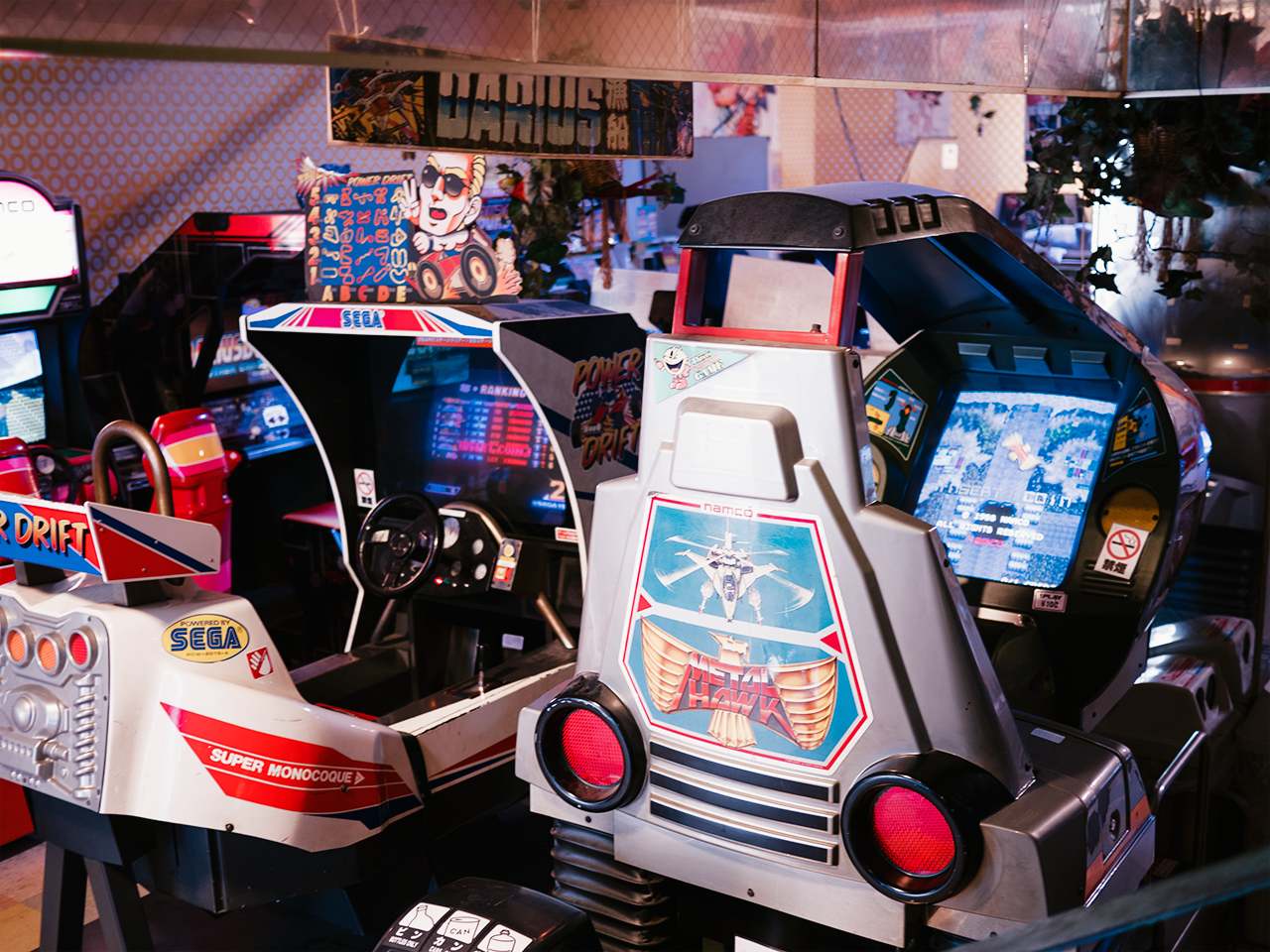
『パワードリフト』『メタルホーク』

その他のゲームについては、Category:大型筐体ゲームを参照のこと。

### バンダイナムコゲームス
- ポールポジション
- ファイナルラップシリーズ
- メタルホーク
- ウイニングランシリーズ
- ドライバーズアイ
- スターブレード
- エアーコンバット
- リッジレーサーシリーズ
- エースドライバー
- ダートダッシュ
- プロップサイクル
- ファイナルハロン
- 太鼓の達人シリーズ
- 湾岸ミッドナイト MAXIMUM TUNEシリーズ
- マリオカートアーケードグランプリシリーズ
- Galaxian3 Theater-6

### セガ
- ハングオン
- スペースハリアー
- エンデューロレーサー
- アウトラン
- スーパーハングオン
- アフターバーナー
- サンダーブレード
- ギャラクシーフォース
- パワードリフト
- ターボアウトラン
- スーパーモナコGP
- Sega R-360
  - G-LOC
  - ストライクファイター
- ラッドモビール
- バーチャレーシング
- アウトランナーズ
- ウイングウォー
- デイトナUSA
- セガラリーチャンピオンシップ
- スカッドレース
- セガツーリングカーチャンピオンシップ
- 電脳戦機バーチャロンシリーズ
- アストロンベルト
- スターブレイザー
- アルベガス
- GPワールド
- F-ZERO AX
- 頭文字D ArcadeStageシリーズ
- Quest of D
- WORLD CLUB Champion Football
- アヴァロンの鍵
- 三国志大戦
- 戦国大戦
- CODE OF JOKER
- THE WORLD of THREE KINGDOMS
- サンバDEアミーゴ
- クラッキンDJ
- maimai

### タイトー
- スピードレース
- レーザーグランプリ
- コスモスサーキット
- マッハ3(販売のみ)
- 忍者ハヤテ
- 宇宙戦艦ヤマト
- タイムギャル
- グランドチャンピオン
- ワイバーンF-0
- ダライアス
- ニンジャウォーリアーズ
- フルスロットル
- ダライアスII
- AQUA JACK
- エンフォース
- チェイスH.Q.
- ミッドナイトランディング
- トップランディング
- WGP
  - WGP2
- Racing Beat
- エアインフェルノ
- コンチネンタルサーカス
- ランディング ハイ ジャパン
- ナイトストライカー
- 電車でGO!
  - 電車でGO!!
- バトルギア
- D3BOS
- ダライアスバースト アナザークロニクル
- ミュージックガンガン!
- サイバーダイバー
- グルーヴコースター
- IDYA
- スピンドレックス

### スクウェア・エニックス
- 悠久の車輪
- LORD of VERMILIONシリーズ
- ガンスリンガー ストラトス
- 超速変形ジャイロゼッター
- 星と翼のパラドクス

### コナミ
- バッドランズ
- WECル・マン24
- チェッカーフラッグ
- ザ・警察官
- ビシバシチャンプ
- BEMANIシリーズ
- スピードキング NEO KOBE 2045
- ソーラーアサルト
- スリルドライブ

### ジャレコ
- ビッグラン
- VJ
- ステッピングステージ

### データイースト
- 幻魔大戦
- サンダーストーム
- ロードブラスター

### アタリ
- ファイヤーフォックス
- ハードドライビン

### コアランドテクノロジー
- サイバータンク タイトー販売

### タツミ
- TX-1
- グレイアウト
- アパッチ3

### カプコン
- ストリートファイター
- マッドドッグマックリー（販売のみ）
- カプコンボウリング

### 船井電機
- インター・ステラ
- エシュズオルンミラ

### ユニバーサル販売
- ドラゴンズレア（販売のみ）
  - スペースエース（販売のみ）
- スーパードンキホーテ
- キャプテンザップ
- トップギア